# Centrul de astrofizică Harvard–Smithsonian
Harvard–Smithsonian Center for Astrophysics, prescurtat CfA, unul dintre cele mai importante și mai diversificate centre din lume pentru studiul Universului, reunește programele de astrofizică și astronomie a două instituții științifice renumite: Smithsonian Institution și Harvard University. Centrul constă din Harvard College Observatory și Smithsonian Astrophysical Observatory. Cele două observatoare își păstrează identitățile separate, fiecare rămânând răspunzător față de instituția tutelară, dar resursele lor de cercetare sunt organizate în șase diviziuni comune: fizică atomică și moleculară; astrofizică de enegii înalte; astronomie optică și infraroșie; radioastronomie și geoastronomie; științe solare, stelare și planetare; astrofizică teoretică. CfA are și un departament destinat educației științifice.
Misiunea Centrului este progresul în cunoașterea Universului prin cercetare în astronomie și astrofizică și în domeniile conexe ale fizicii fundamentale și geofizicii. Această misiune include servicii aduse comunităților astronomice naționale și internaționale, ca și societății în general, în domeniile asociate cu efortul primar de cercetare.